# Varghese Johnson
Varghese Johnson (ur. 28 kwietnia 1982) – indyjski bokser.

## Kariera amatorska
W lutym 2003 został wicemistrzem turnieju YMCA rozgrywanego w Nowym Delhi. W finale kategorii ciężkiej pokonał przed czasem w drugim starciu Ravi Gilla. W kwietniu 2003 był uczestnikiem polskiego turnieju im. Feliksa Stamma. Przegrał swoją ćwierćfinałową walkę z reprezentantem Mołdawii Mihailem Munteanem, odpadając z rywalizacji przed finałami. W maju 2003 był uczestnikiem kubańskiego turnieju im. Giraldo Cordovy Cardina. Johnson swój udział zakończył na półfinale, gdzie przegrał wysoko na punkty z Odlanierem Solisem. W turnieju wszystkie pierwsze miejsca w każdej kategorii wagowej zajęli zawodnicy z Kuby. W sierpniu 2003 zdobył brązowy medal na mistrzostwach Wspólnoty Narodów. Rywalizujący w kategorii ciężkiej Indus przegrał półfinałową walkę z Nickiem O’Connellem. We wrześniu 2003 został mistrzem Indii w kategorii superciężkiej, pokonując w finale Jitendera Kumara. W październiku 2003 był uczestnikiem pierwszych w historii igrzysk afro-azjatyckich. W półfinale tych igrzysk pokonał Egipcjanina Muhammada as-Sajjida, wygrywając minimalnie jednym punktem (17:16). W finale kategorii ciężkiej przegrał z Nigeryjczykiem Emmanuelem Izonriteiem. W 2004 został wicemistrzem igrzysk Azji Południowej, przegrywając w finale z Shoukatem Alim. W tym samym roku zdobył również mistrzostwo Indii w kategorii superciężkiej. W 2005 ponownie został mistrzem Indii w kategorii superciężkiej, pokonując w finale Balkara Singha.
W marcu 2006 reprezentował Indie w kategorii superciężkiej na igrzyskach Wspólnoty Narodów w Melbourne. Rywalizację rozpoczął od pokonania przed czasem w pierwszej rundzie Fredericka Orieyo. W ćwierćfinale pokonał reprezentanta Seszele Patricka Camille'a, wygrywając przed czasem w rundzie trzeciej. W półfinale przegrał z reprezentantem Anglii Davidem Price'm, przegrywając przed czasem w czwartej rundzie. W sierpniu 2006 został wicemistrzem igrzysk Azji Południowej. W finale kategorii superciężkiej przegrał z Pakistańczykiem Mirwaizem Khanem, ulegając mu na punkty (32:41). W grudniu 2006 zdobył brązowy medal na igrzyskach Azjatyckich w Doha. W półfinale kategorii superciężkiej przegrał przed czasem z wicemistrzem olimpijskim Muchtarchanem Dyldäbekowem.
W roku 2007 został laureatem nagrody Arjuna Award.